# 시즈타니 학교

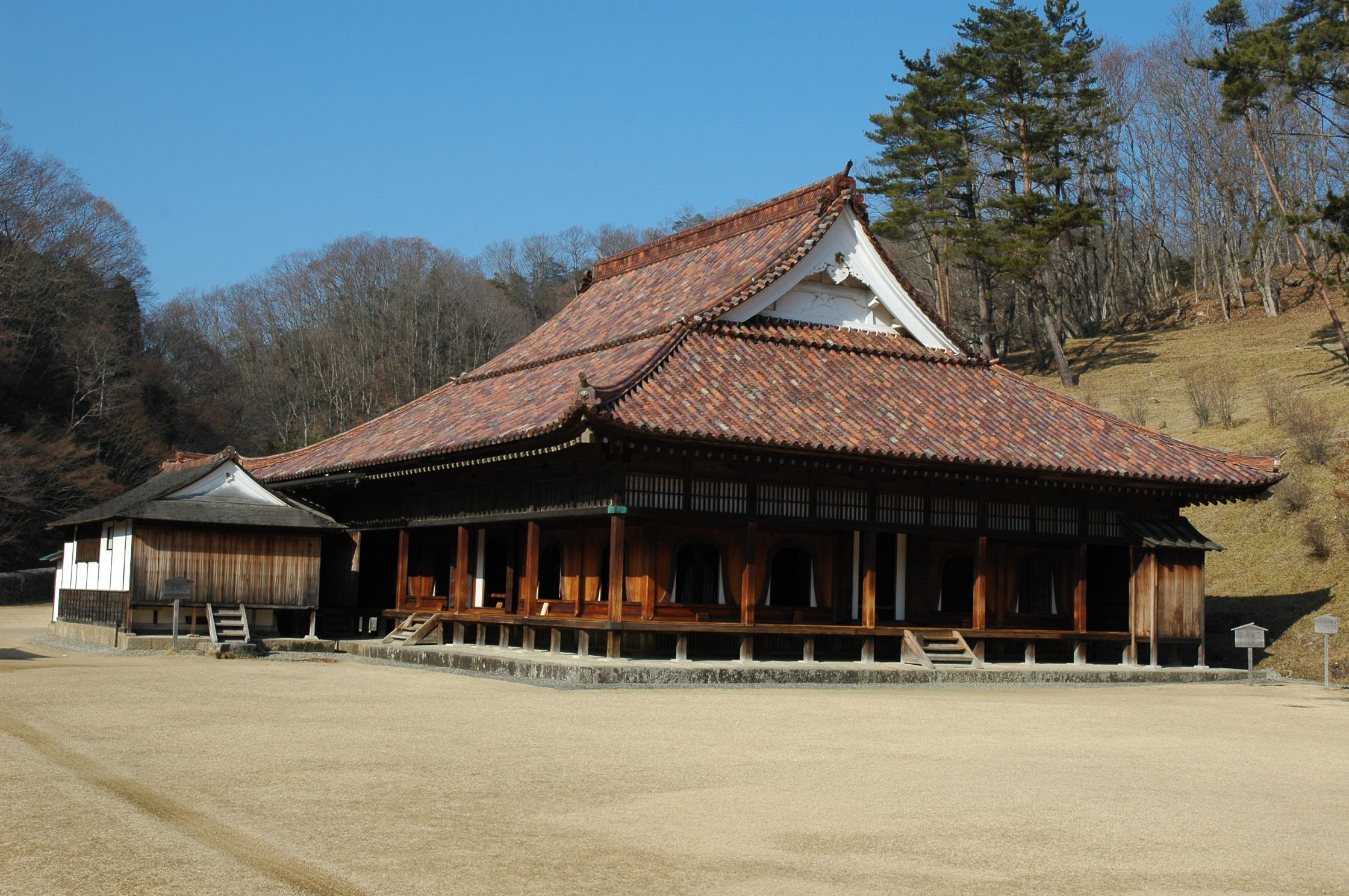
강당

시즈타니 학교(일본어: 閑谷学校 시즈타니 갓코[*])는 오카야마현 비젠시 시즈타니에 있는 옛 학교이다. 에도 시대 초기 오카야마번이 설립한 서민학교로 오카야마 번의 번교와 더불어 지역의 주요 교육기관이었다. 현재 학교터는 국가 특별사적으로 지정되어 있으며, 강당은 국보로 지정되어 있다.

## 개요
오카야마번주 이케다 미쓰마사가 개설한 서민학교로 지역 번사의 교육을 담당한 번교《하나바타케 교장》과 더불어 오카야마 번의 지역민 교육에 힘썼다. 학교설립에는 32년의 세월이 걸렸으며 330년의 긴 역사를 가지고 있다. 또, 건물안에는 공자의 사당도 있어 유교적 색채를 띠기도 한다. 지역민 교육을 위해 무사뿐만 아니라 서민 자제도 교육을 받을 수 있는 교육기관이었다. 1과 6이 붙은 날에는 유교 강의가 있었고, 5와 10이 붙은 날은 휴일로 정해지는 등, 일정이 있었다. 일본의 유학자 라이 산요 등 저명인사도 내방하였으며, 막말에는 오토리 게이스케가 어린시절 이곳에서 면학했었다.
오카야마 번은 학교에 일정량의 토지를 주어 번 재정으로부터 독립시켰다. 이는 전봉과 막부의 징벌에 따른 번주의 교체에 대비하기 위한 일종의 방편이었다. 이로 볼때, 오카야마 번이 시즈타니 학교를 얼마나 중시하는 알 수 있다.
현재 학교의 주요시설 중 강당은 국보로 지정되었으며, 나머지 24개동은 중요문화재로 지정되어 있다. 또, 부근 일대는 국가 특별사적으로 지정되어 있다.
특히 가을이 되면, 2그루의 황련목과 주변 단풍이 아름다워, 단풍의 명소로 알려져 있다.